# Diputació Provincial de Terol
La Diputació Provincial de Terol és la corporació pública de caràcter territorial la funció del qual és gestionar els interessos economicoadministratius de la província de Terol. La diputació és l'òrgan de govern de la província, fomenta i administra els seus interessos, assegura la prestació integral i adequada de serveis públics de competència municipal en tot el territori de la província.
La Diputació Provincial de Terol coopera amb els municipis de la província mitjançant aportacions econòmiques, a través dels plans provincials, de l'assistència i assessorament tècnic i jurídic als Ajuntaments de la província. Les matèries sobre les quals recau l'ajuda i assistència són tres bàsicament: el sanejament i control ambiental, l'enginyeria i l'urbanisme i el benestar social.
Una de les funcions fonamentals de la diputació és col·laborar en la gestió de l'activitat municipal. Integren la diputació provincial, com a òrgans de govern d'aquesta, el president, un o diversos vicepresidents, la junta de govern i el ple.

## Història
Les Diputacions provincials tenen el seu origen en la Constitució de 1812. L'article 325 assenyala que en cada província hi haurà una Diputació anomenada provincial. S'estableix també com a nova administració dins de la reorganització que es pretén dins del nou Estat. No obstant això, la implantació de les Diputacions provincials no serà uniforme, i es veuran influenciades per la convulsa situació política del segle xix. Constituïdes durant els períodes liberals (1812-1814 i 1820-1823) i suprimides en els períodes absolutistes, la definitiva instal·lació de les diputacions es va dur a terme a conseqüència del Decret de 30 de novembre de 1833, de divisió del territori, de Javier de Burgos.
El Reial decret de 21 de setembre de 1835 sobre la manera de constituir i formar les Diputacions provincials és el punt de partida per a la instal·lació definitiva d'aquestes.
La Diputació Provincial de Terol es constitueix el 12 de novembre de 1835, segons consta en un document conservat en la Diputació Provincial de Saragossa, sent el seu primer president i cap polític Joaquín Montesoro y Moreno.

## Distribució dels escons
| Actual distribució de la Diputació després de les eleccions municipals de 2019 | Actual distribució de la Diputació després de les eleccions municipals de 2019 | Actual distribució de la Diputació després de les eleccions municipals de 2019 | Actual distribució de la Diputació després de les eleccions municipals de 2019 | Actual distribució de la Diputació després de les eleccions municipals de 2019 |
| Partit polític                                                                 | Vots                                                                           | %                                                                              | Diputats                                                                       |                                                                                |
| ------------------------------------------------------------------------------ | ------------------------------------------------------------------------------ | ------------------------------------------------------------------------------ | ------------------------------------------------------------------------------ | ------------------------------------------------------------------------------ |
| Partit dels Socialistes d'Aragó (PSOE-Aragón)                                  | 24.724                                                                         | 33,05%                                                                         | 9                                                                              |                                                                                |
| Partido Popular de Aragón (PPA)                                                | 21.874                                                                         | 29,24%                                                                         | 9                                                                              |                                                                                |
| Partido Aragonés (PAR)                                                         | 12.104                                                                         | 16,18%                                                                         | 5                                                                              |                                                                                |
| Ciudadanos-Partido de la Ciudadanía (Cs)                                       | 6.613                                                                          | 8,84%                                                                          | 1                                                                              |                                                                                |
| Ganar Teruel-Izquierda Unida (GT-IU)                                           | 3.619                                                                          | 4,84%                                                                          | 1                                                                              |                                                                                |

### Distribució d'escons per partits judicials
| Partit judicial |   |   |   |   |   | Diputats |
| --------------- | - | - | - | - | - | -------- |
| Alcañiz         | 4 | 3 | 2 |   | 1 | 10       |
| Calamocha       | 1 | 1 | 1 |   |   | 3        |
| Terol           | 4 | 5 | 2 | 1 |   | 12       |
| Total           | 9 | 9 | 5 | 1 | 1 | 25       |